# Metisella willemi
Metisella willemi is een vlinder uit de familie van de dikkopjes (Hesperiidae). De wetenschappelijke naam van de soort is voor het eerst geldig gepubliceerd in 1857 door Hans Daniel Johan Wallengren.